# Pareglasögonfågel
Pareglasögonfågel (Zosterops winifredae) är en fågelart i familjen glasögonfåglar inom ordningen tättingar. Den förekommer enbart i bergstrakter i nordöstra Tanzania. IUCN kategoriserar den som sårbar.

## Utseende
Pareglasögonfågeln är en 11,5–12 cm lång glasögonfågel med gulgrön ovansida, grå buk och tydlig vit ring runt ögat. Den är mindre än de flesta övriga medlemmar av komplexet kring Zosterops poliogastrus som den tidigare var en del av (se nedan). Arten är närmast lik Zosterops poliogastrus kulalensis, men är mörkare ovan, med mindre gult på pannan, mörkare och mer blågrått på sidorna och ett gråvitt streck mitt på buken. Vidare har den gula undre stjärttäckare med grön anstrykning, ljusgula axillarer och vita gultonade undre vingtäckare. Ögat är brunt, näbben svart och benen skiffergrå till ljusgrå. Könen är lika och ungfågeln liknar den adulta.

## Utbredning och systematik
Fågeln förekommer i bergstrakter i nordöstra Tanzania, i bergskedjan South Pare. Tidigare betraktades den som underart till Zosterops poliogastrus och vissa gör det fortfarande. Genetiska studier visar dock att den troligen är systerart till oranjeglasögonfågeln (Z. pallidus) och lyfts därför ut som egen art.

## Levnadssätt
Pareglasögonfågeln hittas i trädljung vid skogsbryn och i gläntor, men även i mer lågväxt ljung, på 2000–2465 meters höjd. Födan är i stort sett okänd, men antas likna kikuyuglasögonfågeln. Det saknas också information om dess levnadssätt i övrigt.

## Status
Pareglasögonfågeln har ett begränsat utbredningsområde och liten världspopulation, uppskattad till mellan 2 500 och 10 000 vuxna individer. Den tros även minska i antal. IUCN kategoriserar den som nära hotad.

## Namn
Fågelns vetenskapliga artnamn hedrar Winifred Muriel Moreau (1891-1981), fru till engelska ornitologen Reginald Moreau.